# Komkor
Komkor (ros. комкор, od командир корпуса) – od 22 września 1935 do 7 maja 1940 stopień wojskowy w Armii Czerwonej, odpowiednik generała broni; zastąpiony 7 maja 1940, kiedy to zostały wprowadzone zunifikowane stopnie generalskie.
Określenie używane również nieformalnie w stosunku do dowódców i komisarzy korpusów.

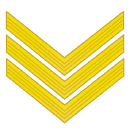
Rękaw
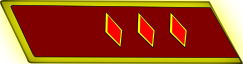
Kołnierz
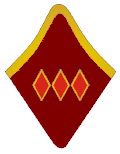
Płaszcz